# Javier Peña
Javier Peña est un policier américain de la Drug Enforcement Administration (DEA) ayant notamment lutté contre le trafic de drogue en Colombie dans les années 90.
Il est rendu célèbre avec son coéquipier Stephen Murphy par la série Narcos.

## Biographie
Né en 1958 et ayant grandi à Kingsville dans l'État du Texas, Javier Peña étudie la sociologie et la psychologie à la Texas A&I University avant de rentrer dans la police fédérale américaine et notamment dans la DEA qui lutte contre le trafic de drogue.
Envoyé en Colombie, il lutte avec son collègue Stephen Murphy contre Pablo Escobar et le cartel de Medellín,. Il poursuit sa carrière successivement au Texas, en Colombie et à Porto Rico. Il prend sa retraite en 2014.
En 2019, il co-écrit un livre retraçant la traque de Pablo Escobar.

## Culture populaire
Javier Peña est notamment connu comme personnage principal de la série Netflix, Narcos, où son rôle est interprété par Pedro Pascal. Les deux premières saisons de la série ont pour sujet la traque de Pablo Escobar. La saison 3, où Javier Peña devient le principal protagoniste, montre la lutte contre le cartel de Cali à laquelle le véritable agent n'a pas participé.
Javier Peña intervient auprès de la production comme conseiller et fait une brève apparition à l'écran dans le dernier épisode de la seconde saison.

## Livre
(en) Javier Peña et Stephen Murphy, Manhunters: How We Took Down Pablo Escobar, New York, St. Martin's Press, novembre 2019, 352 p. (ISBN 978-1250202888)